# Théorème de Debreu
 (mars 2021).
Si vous disposez d'ouvrages ou d'articles de référence ou si vous connaissez des sites web de qualité traitant du thème abordé ici, merci de compléter l'article en donnant les références utiles à sa vérifiabilité et en les liant à la section « Notes et références ».
Le théorème de Debreu, du nom de l’économiste franco-américain Gérard Debreu, lauréat du prix Nobel d’économie en 1983, comprend l’ensemble de ses réflexions sur l’équilibre général,, en commençant par la construction de son modèle avec Kenneth Arrow pour ensuite le remettre en cause et le développer. Ce modèle de l’équilibre général, plus généralement appelé « Modèle Arrow-Debreu » est une des clés de l’analyse microéconomique néoclassique. Il met en avant l’existence d’un équilibre général entre l’offre et la demande agrégée. 
Co-développé avec Kenneth Arrow (prix Nobel d’économie en 1972), les auteurs développent, en partant des conditions d’existence classiques de la microéconomie (utilité, convexité des préférences, concurrence pure et parfaite), les choix du producteur et du consommateur amenant à un équilibre général. 
En partant du modèle de l’équilibre général Walrasien (du nom de l’économiste français Léon Walras), les deux économistes ont tenté de prouver l’existence de cet équilibre en effectuant les calculs mathématiques que Léon Walras n’avait pas effectué au cours de sa vie. Ce modèle de l’équilibre général de Arrow et Debreu a été fortement critiqué et modifié ultérieurement par le théorème de Sonnenschein remettant en cause l’unicité ainsi que la stabilité de l’équilibre général du premier modèle. 
Servant d’argument pour les économistes les plus hétérodoxes, la première théorie de l’équilibre général d’Arrow et Debreu ne possède plus sa popularité d’antan.